# Chiesa di San Michele a Montecarelli

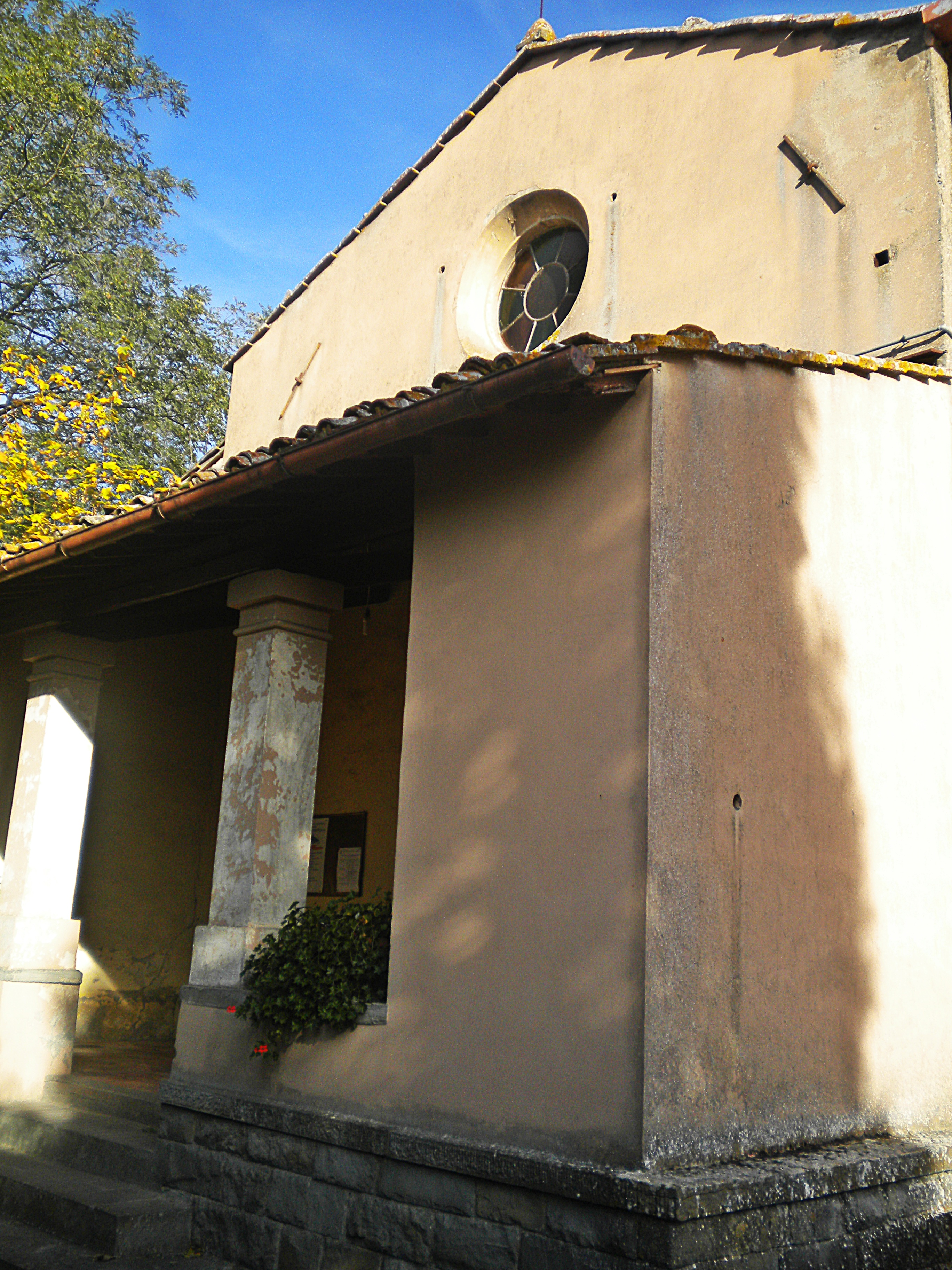
San Michele a Montecarelli

La chiesa di San Michele a Montecarelli si trova nel comune di Barberino di Mugello. 

## Storia e descrizione
È stata costruita sulle rovine di un castello costruito dai conti Codiglioni intorno all'anno Mille. Nel 1360 il castello passa in mano agli Alberti di Mangona, che lo radono al suolo e costruiscono la chiesa che tuttora vediamo.
All'epoca della sua fondazione dipendeva dalla chiesa di San Gavino. La sua forma è rettangolare e la facciata a capanna è dotata di una loggia; il campanile è a vela. Su un architrave della canonica c'è la data dell'anno 1615, epoca probabile di una sua ricostruzione. La chiesa fu restaurata nel 1917.